# Волович, Антоний
Граф (с 1798) Антоний Волович (Воллович; пол. Antoni Wołłowicz; 1750 — 5 ноября 1822) — сенатор-каштелян Царства Польского (с 1817).

## Биография
Родился около 1750 года. Выходец из рода Воловичей герба Богория. Сын маршалка гродненского Юзефа Воловича и Марианны Михневич из дворянского рода Михневичей герба Лис. 
Хорунжий надворный литовский (1786—1794).  Кавалер ордена Святого Станислава (1788) и ордена Белого Орла (1791) — высшей награды Речи Посполитой.
Сторонник Тарговицкой конфедерации. На Гродненском сейме был избран членом восстановленного Постоянного совета. Каштелян меречский (1794).
После Третьего раздела Польши присягнул на верность Пруссии и получил от короля Фридриха Вильгельма III графский титул (1798). 
В российском Царстве Польском с 1817 года был сенатором-каштеляном. Его графский титул в Российской империи был подтверждён (1820). 
Был дважды женат, имел двоих сыновей.  
Скончался в 1822 году, находясь в той же должности сенатора-каштеляна.